# Miếu Long Thuyền
Miếu Long Thuyền nằm giữa Phu Văn Lâu và cửa Quảng Đức, trước mặt Nam Kinh thành Huế; là nơi thờ phụng vị thần bảo vệ cho các đội lính Long Thuyền.

## Lịch sử
Trong biên chế nhà Nguyễn có Vệ Long Thuyền thuộc hạng “biền binh chính ngạch” được thành lập năm Minh Mạng thứ 18 (1837). 
Chưa rõ năm xây dựng cũng như bối cảnh xây dựng của miếu này. Nhà nghiên cứu Hồ Vĩnh cho rằng miếu được lập vào năm Thành Thái thứ 16 (1904), đến năm sau – 1905, miếu được tu sửa.
Năm 1933, trong một tài liệu viết bởi L.Cadière đã nhắc đến sự có mặt của ngôi miếu.
Năm 1946, thực dân Pháp tái chiếm kinh đô, miếu bị pháo bắn sập và bị bỏ hoang một thời gian, sau đó, được những người theo đạo Tiên thiên thánh giáo sửa sang làm nơi thờ mẫu và đặt tên Hoà Nam tự. Đến năm 1985, khi chợ Đông Ba tạm dời về mua bán trước khu vực Kinh thành để chờ xây mới, miếu bị chiếm dụng và dần trở nên hoang phế cho đến ngày nay.

## Trùng tu
Trung tâm Bảo tồn Di tích Cố đô Huế tổ chức khai quật tại di tích Miếu Long Thuyền từ ngày 17/6 - 17/7/2013.
Miếu Long Thuyền được khởi động tu bổ, tôn tạo cảnh quanh từ tháng 10/2013, do Công ty Cổ phần Tu bổ Di tích Trung ương đảm nhận thi công với kinh phí gần 1.350 triệu đồng, gồm các hạng mục như: tường nhà, hệ thống mái gỗ, án thờ, bình phong, sân gạch bát tràng, hệ thống điện chiếu sáng nội thất, ngoại thất... đúng như nguyên trạng ban đầu.
Ngày 16 tháng 1 năm 2014, Trung tâm Bảo tồn Di tích Cố đô Huế phối hợp với Công ty Cổ phần Tu bổ Di tích Trung ương tổ chức khánh thành dự án trùng tu, tôn tạo cảnh quan Miếu Long Thuyền thuộc hệ thống di tích Cố đô Huế.